# Marija Salmina
Marija Viktorovna Salmina (in russo Мария Викторовна Салмина?; 23 ottobre 1997) è una nuotatrice artistica russa.

## Palmarès
- Giochi europei

Baku 2015: oro nel libero combinato e nella gara a squadre.